# Groppello di Revò
Il Groppello di Revò è un antico vitigno autoctono della Val di Non, prodotto nel comune di Novella e in particolare nei pressi di Cagnò, Revò e Romallo. Il nome deriva dal termine dialettale "grop" che significa "nodo": il grappolo del groppello sembra infatti annodato su se stesso.

## Origini e storia
Si trovano informazioni sull'eccellente vino di Revò in un saggio conservato presso la biblioteca Dipauliana del Tiroler Landesmuseum Ferdinandeum di Innsbruck; ma notizie della vite di Revò si trovano in documentazioni che risalgono al XIII secolo; infine sono attestate coltivazioni di vite a sud di Romallo verso San Biagio in una locazione perpetuale del 1225.
Normalmente la coltivazione non avveniva a pergola ma a filari, in quanto i fondi si trovavano spesso sui versanti scoscesi e soleggiati di Novella e Noce. Questi vigneti erano appunto esposti a mezzogiorno ed erano protetti dalle freddi correnti del nord grazie alle loro montagne: tutto ciò permetteva alle vigneti di godere di una situazione ottimale.

## Caratteristiche
Vitigno con fasi fenologiche abbastanza tardive, il groppello necessita di un periodo di invecchiamento prima di essere bevuto, ha un'acidità importante e viene quindi fatto maturare in piccole botti prima di essere commercializzato. La caratteristica predominante di questo vino è la nota aromatica del pepe. Secondo il "Registro Nazionale delle Varietà di Vite" edito dal MASAF, "presenta una buona attività vegetativa e produttiva ed una maturazione dei grappoli abbastanza tardiva".

## Cantine
Nel 2024 sono quattro le cantine che vinificano il vino groppello: Cantina El Zeremia a Revò; Cantina Rizzi Valerio a Cloz; Cantina LasteRosse a Romallo e Cantina Maso Sperdossi a Revò.